# Burg Hamrštejn
Die Burg Hamrštejn (deutsch Hammerstein) befindet sich bei Machnín (Machendorf) im Tal der Lausitzer Neiße in der Region Liberec (Tschechien). 

## Geschichte
Die Burg wurde vermutlich um 1350 von den Herren von Bieberstein erbaut. 1433 wurde sie von den Hussiten unter Jan Čapek ze Sán eingenommen. Am Anfang des 16. Jahrhunderts wurde die Burg verlassen.
Von der mittelalterlichen Burg sind heute die beiden Türme – von denen mindestens einer zu Wohnzwecken genutzt wurde – und Teile der Außenmauer erhalten.

## Besonderes
In der Nähe der Burg Hamrštejn befindet sich eine von noch acht in Betrieb befindlichen Schwebefähren. Sie wird mit Handbetrieb bedient.